# KANZAI BOYA
『KANZAI BOYA』（カンサイボーヤ）は、KinKi Kidsによる42枚目のCDシングル。2020年6月17日にジャニーズ・エンタテイメント・レコードから発売。

## 解説
楽曲は2019年末に2年ぶりに復活したドームコンサート『ThanKs 2 YOU』のコーナー企画の一環として紹介された曲である。曲タイトルの「KANZAI BOYA」とは、KinKi Kidsとして正式デビューする以前に2人のグループ名としてジャニー喜多川が名付けていた（現在からみれば仮の）グループ名である。剛の作詞作曲で本人は“無駄にカッコいい”FUNKナンバーと形容している。後に光一の提案でシングル化が決定された。「KANZAI BOYA」というグループ名称について光一は、「当時は、『めちゃくちゃダサいやないか！』って思ってたけど、今思えば、ジャニーさんがつけてくれたKANZAI BOYAが愛おしいなって思うようになったことが（シングル化を提案した）きっかけ」と述べている。シングル発売日は“剛と光一が初めて出会った日”5月5日に設定されていた。しかし、新型コロナウイルス感染拡大に対する日本政府の緊急事態宣言発令に応じて、シングル発売日を延期した。
メディア形態は、初回限定盤A、初回限定盤B、通常盤の3種類で発売された。初回限定盤Aの特典（Blu-rayまたはDVD）には、表題曲「KANZAI BOYA」のMVに加えメイキング映像が収録された。初回限定盤BにはKANZAI BOYAの貴重な“無駄にカッコいい”グッズ「KANZAI BOYA CAP」が付属した。
通常盤は表題曲に加えて、DJ松永、G、U-Key zoneの3人が手掛けるリミックス違いのみで、カップリング曲は収録されていない。通常盤の初回プレスにのみ、「KANZAI BOYAロゴステッカー」が封入された。

## チャート成績
初週18.7万枚を売り上げ、6月29日付のオリコン週間シングルランキングで初登場1位を獲得。自身が歴代1位記録を持つ「デビューからのシングル連続1位獲得作品数」を42作連続に更新した。また、本作と同時発売となる剛のソロプロジェクト名義であるENDRECHERIの『LOVE FADERS』が同週のアルバム週間ランキングの1位を記録したため、「グループ＆ソロ作品のシングル・アルバム同時1位」も達成した。
また、2020年6月29日付Billboard JAPAN Top Singles SalesおよびBillboard JAPAN Hot 100でも総合首位を獲得した。

## 収録曲

### 初回盤A

#### CD
1. KANZAI BOYA [3:13]
（作詞・作曲：堂本剛 / 編曲：堂本剛・Gakushi）
朝日放送テレビ『今ちゃんの「実は…」』5月度[要出典]エンディングテーマ[11]。
ファンクナンバーであり[12]、剛はギターとキーボードで演奏にも参加している。振付とダンサーキャスティングは、YOSHIEが担当した[13]。歌詞には「信じらんないよ」「最悪だよ」といったジャニー喜多川の口癖が盛り込まれている[12]。
2. KANZAI BOYA -Backing Track-

出版社：ブライト・ノート・ミュージック

#### Blu-ray/DVD
1. 「KANZAI BOYA」  - Music Clip&Making -

### 初回盤B

#### CD
1. KANZAI BOYA
2. KANZAI BOYA （molmol DUB）

#### グッズ
1. KANZAI BOYA CAP

### 通常盤（CDのみ）
1. KANZAI BOYA
2. KANZAI BOYA （DJ松永 Remix）
3. KANZAI BOYA （G Remix）
4. KANZAI BOYA （U-Key zone Remix）

## 収録アルバム
- KANZAI BOYA
  - O album

## 映像作品
- KANZAI BOYA
  - KinKi Kids Concert Tour 2019-2020 ThanKs 2 YOU
  - KinKi Kids Concert 2022-2023 24451〜The Story of Us〜